# 新見準平
新見 準平（にいみ じゅんぺい、1985年8月7日 - ）は、日本のバリトン歌手・合唱指揮者。
福岡県築上郡上毛町（旧大平村）出身。大平村立友枝小学校、上毛中学校（旧築上東中学校）、大分県立芸術緑丘高等学校（旧芸術文化短期大学附属緑丘高等学校）音楽科ピアノ専攻、東京芸術大学音楽学部声楽科を卒業。同大学院音楽研究科修士課程独唱専攻修了。同大学音楽学部音楽研究センター助手を経て、オーストリア・ウィーンに学んだ。
ルアーナ・ペッレグリネスキ、ラルフ・デーリング、福島明也、多田羅迪夫、原田茂生、宮本修に師事。
2009年の東京労音主催「第九」（内藤彰指揮・東京ニューシティ管弦楽団・東京文化会館）にてデビュー。以後、国内外の音楽祭への出演、オペラ、オラトリオのソリスト、歌曲プログラムによるリサイタルへの出演、合唱指揮者としてオラトリオ作品演奏に携わり、演奏経験を積んだ。大分二期会、北九州シティオペラ準会員、ふるさと音楽プロジェクト代表。

## 受賞
出典：プロフィール(バリトン歌手 新見準平,2017年5月29日閲覧)
- 2002年 滝廉太郎ピアノコンクール（日本・大分）第1位
- 2003年 滝廉太郎声楽コンクール（日本・大分）第1位
- 2003年 全日本高等学校声楽コンクール（日本・大分）優秀賞
- 2003年 大分県音楽コンクール（日本・大分）声楽部門第１位
- 2008年 アカンサス音楽賞（日本・東京藝術大学）
- 2008年 同声会賞（日本・東京藝術大学）
- 2012年 第30回ソレイユ音楽コンクール（日本・東京）声楽部門第1位・音楽現代新人賞
- 2012年 ウィーン国際音楽ゼミナール主催ディヒラーコンクール（オーストリア・ウィーン）第2位
- 2013年 宗次エンジェル基金／公益社団法人日本演奏連盟新進演奏家奨学生
- 2013年 第32回飯塚新人音楽コンクール（日本・福岡）第2位。福岡県知事賞、飯塚市教育委員会賞、飯塚文化協会飯塚賞
- 2014年 第1回リューバ・ヴェリチュ国際声楽コンクール（オーストリア・ウィーン）特別賞受賞
- 2014年 ジュジャールナートサーザヴォウ国際声楽コンクール（チェコ・ジュジャールナートサーザヴォウ）入賞
- 2014年 第18回松方ホール音楽賞（日本・神戸）奨励賞
- 2014年 第27回市川市新人演奏家コンクール（日本・千葉）最優秀賞
- 2015年 第19回日本モーツァルト音楽コンクール（日本・東京）第1位